# 斜方立方八面体
斜方立方八面体（しゃほうりっぽうはちめんたい、英: rhombicuboctahedron）、または菱形立方八面体（りょうけいりっぽうはちめんたい）、小菱形立方八面体（しょうりょうけいりっぽうはちめんたい、英: small rhombicuboctahedron）、切頂菱形十二面体（せっちょうりょうけいじゅうにめんたい、英: truncated rhombic dodecahedron）、同相双四角台塔柱（どうそうそうしかくだいとうちゅう、英: elongated square orthobicupola）は、半正多面体の一種で、正六面体または正八面体の辺を削ったような立体である。アルキメデスの正八角柱の両底面に正四角台塔を貼り付けた形（正八角柱の4つの側面の2辺に正三角形が接するもの）、あるいは菱形十二面体の各頂点を辺の中心まで切り落とした形でもある。立方八面体の各頂点を辺の中心まで切り落としたような形にもなっているが、正確ではない。
この立体自体には菱形の面を含まないにもかかわらず菱形立方八面体という呼称があるが、この「菱形」は、菱形十二面体に由来する面を持つ事に由来する。

## 性質
- 表面積: 一辺を{\displaystyle a}とすると {\displaystyle S=(18+2{\sqrt {3}})a^{2}}
- 体積: 一辺を{\displaystyle a}とすると {\displaystyle V={12+10{\sqrt {2}} \over {3}}a^{3}}
- 外接球半径: 一辺を2とすると{\displaystyle {\sqrt {5+2{\sqrt {2}}}}}

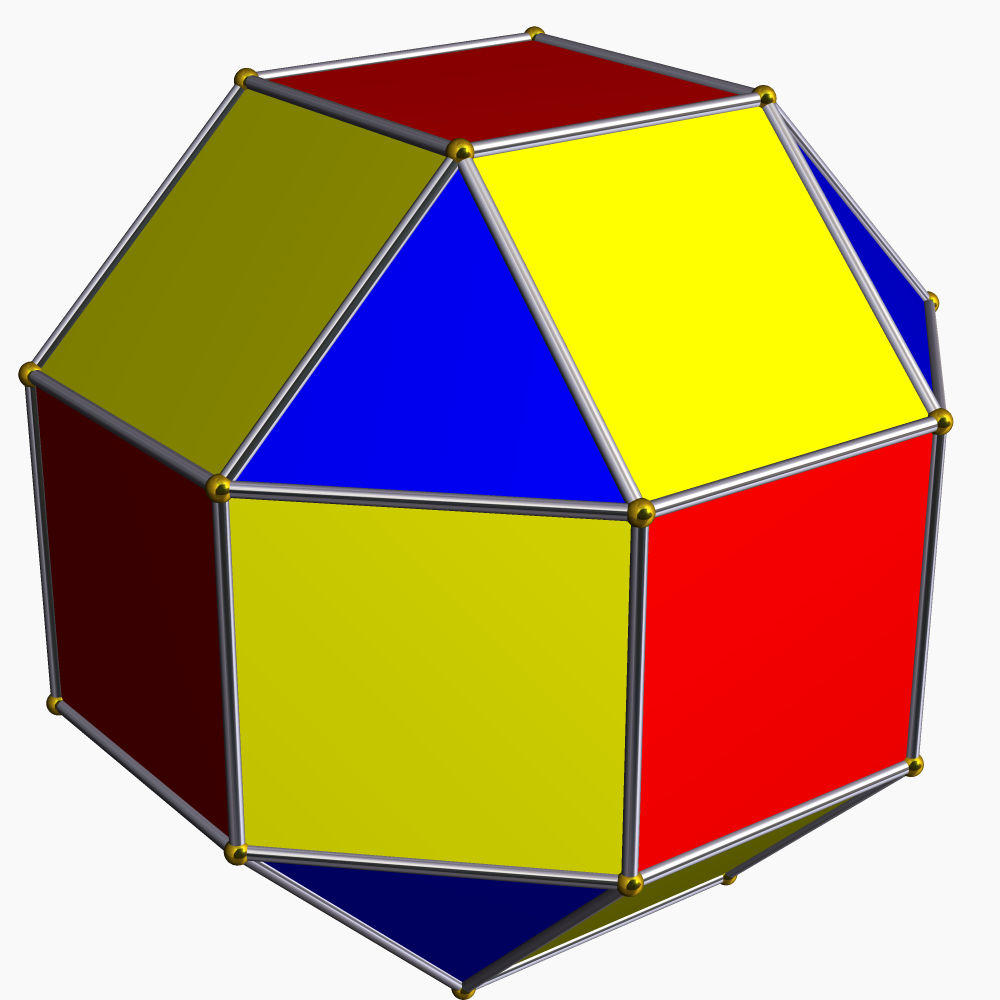
赤い面は正六面体由来、青い面は正八面体由来、黄色い面は菱形十二面体由来

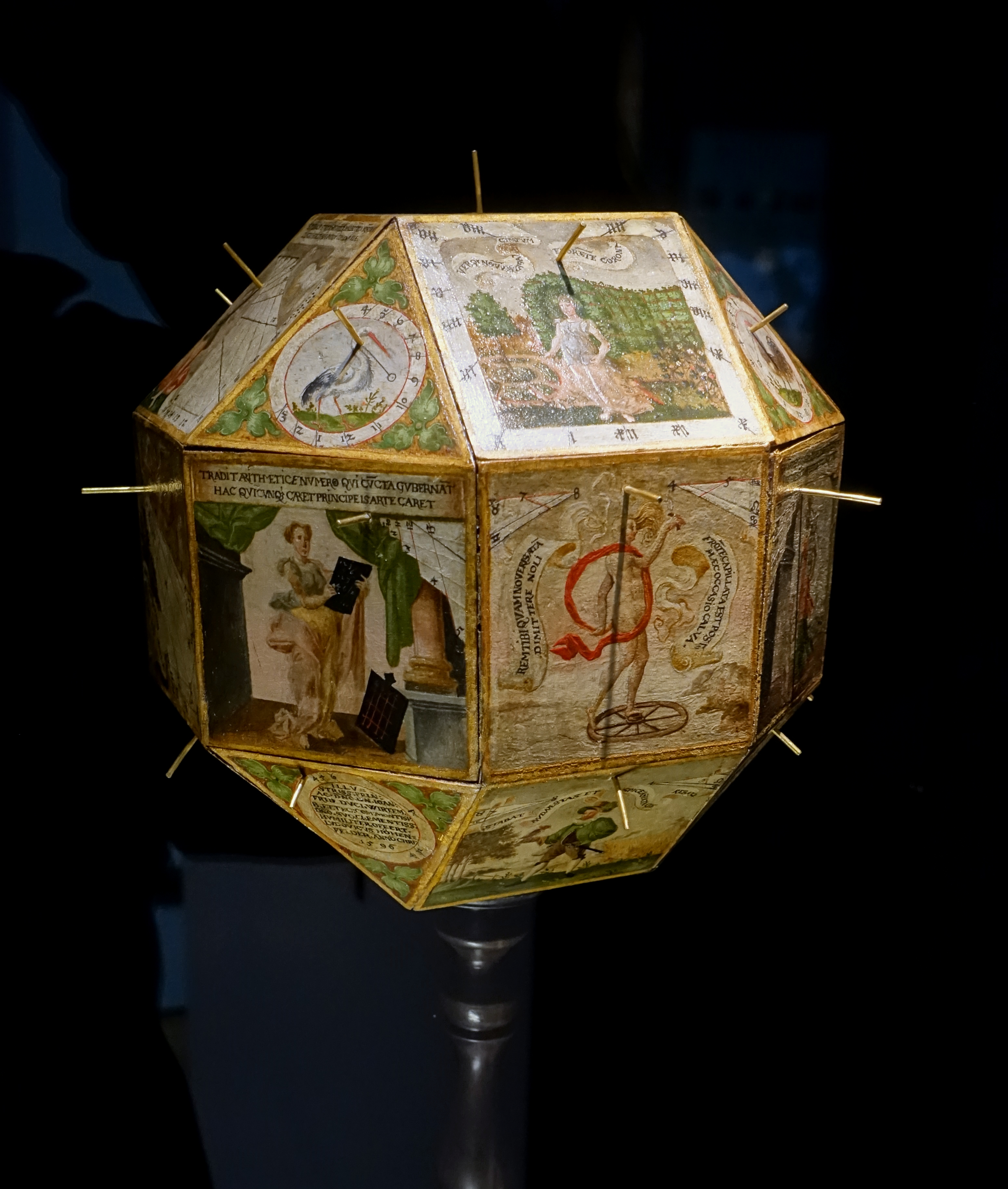
1596年に作られた日時計。ドイツ、ヴュルテンベルク州立博物館蔵

- 片側を45°回しても頂点形状が変わらない。これにより作られる立体はミラーの立体と呼ばれる。同様の性質を持つ他の一様多面体は一様大斜方立方八面体のみ。

## 頂点が共通となる立体

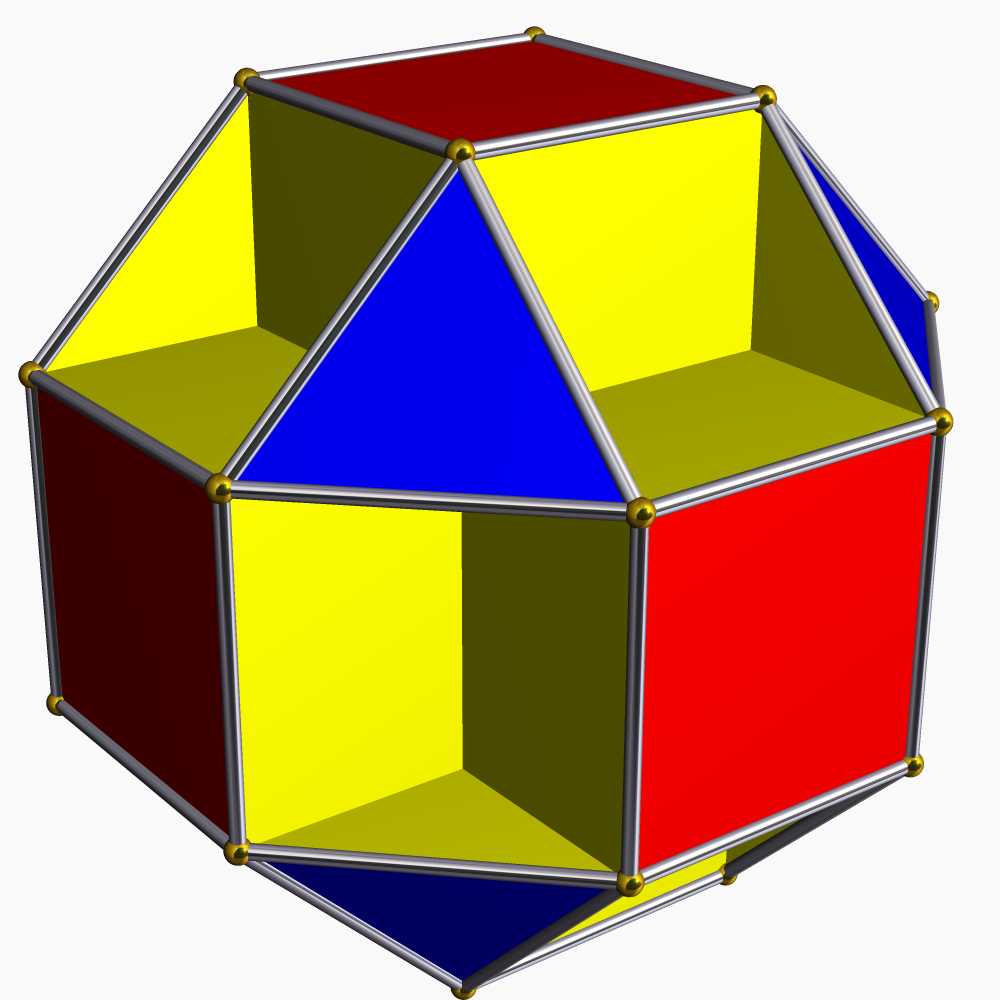
小立方立方八面体
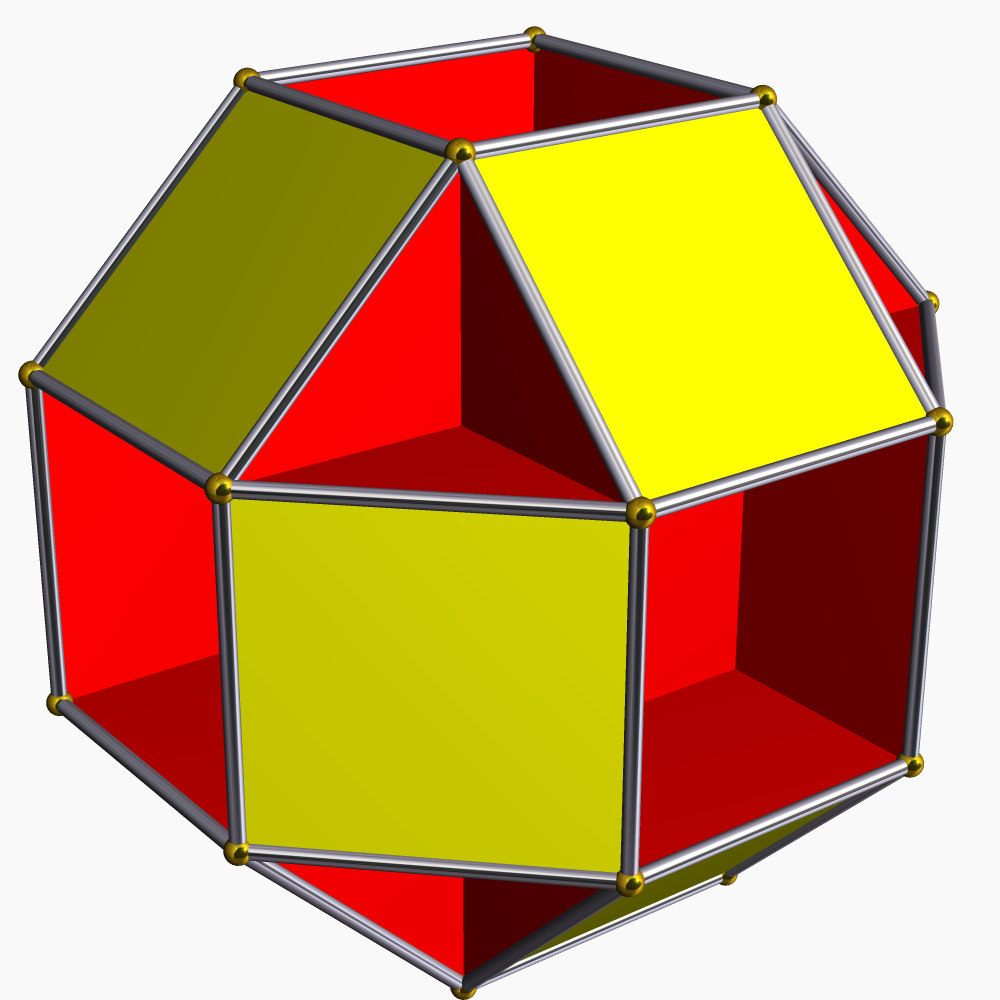
小斜方六面体
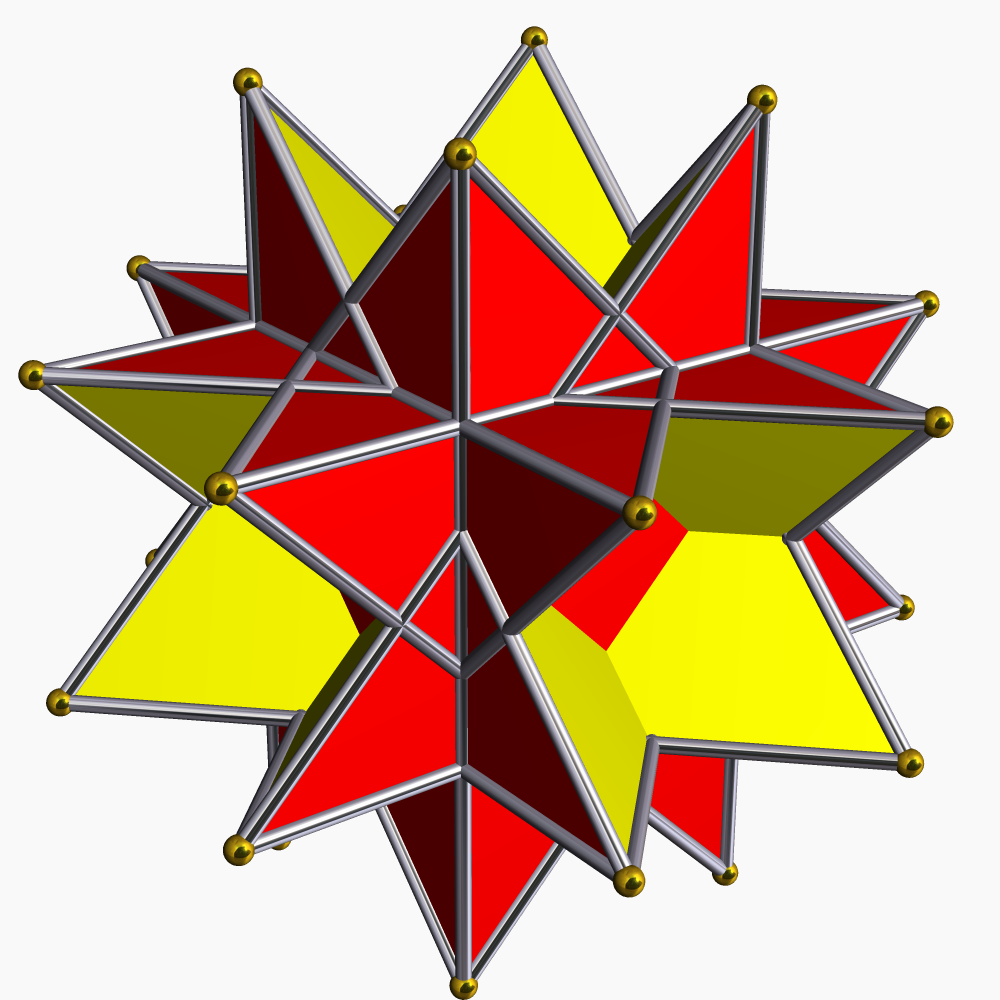
星型切頂六面体

## 近縁な立体

### 一様多面体

立方八面体 r{4, 3} （ベースの形）
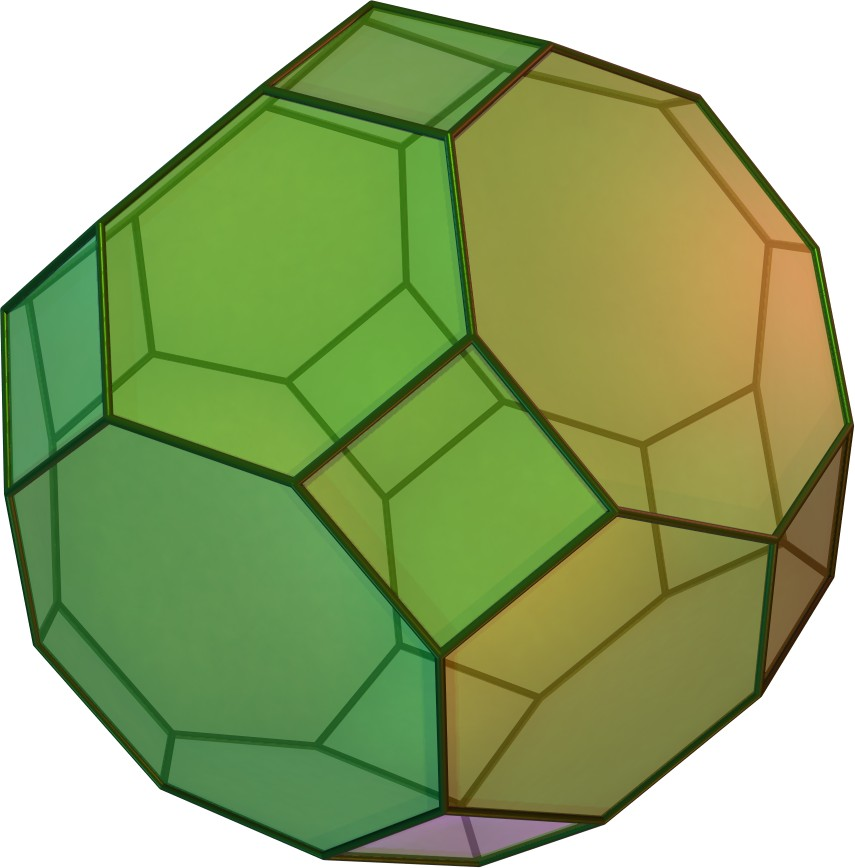
斜方切頂立方八面体 tr{4, 3} （立方八面体からの変形の中間段階にあたる）
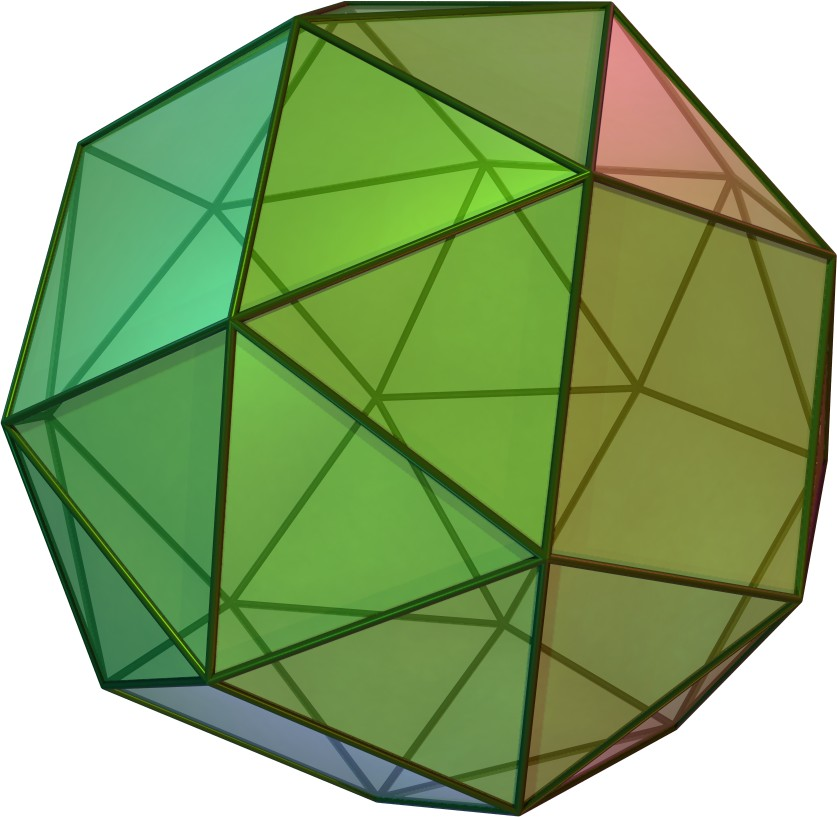
変形立方体 sr{4, 3} （菱形十二面体由来の正方形を、特定の規則で正三角形2枚に置き換える）
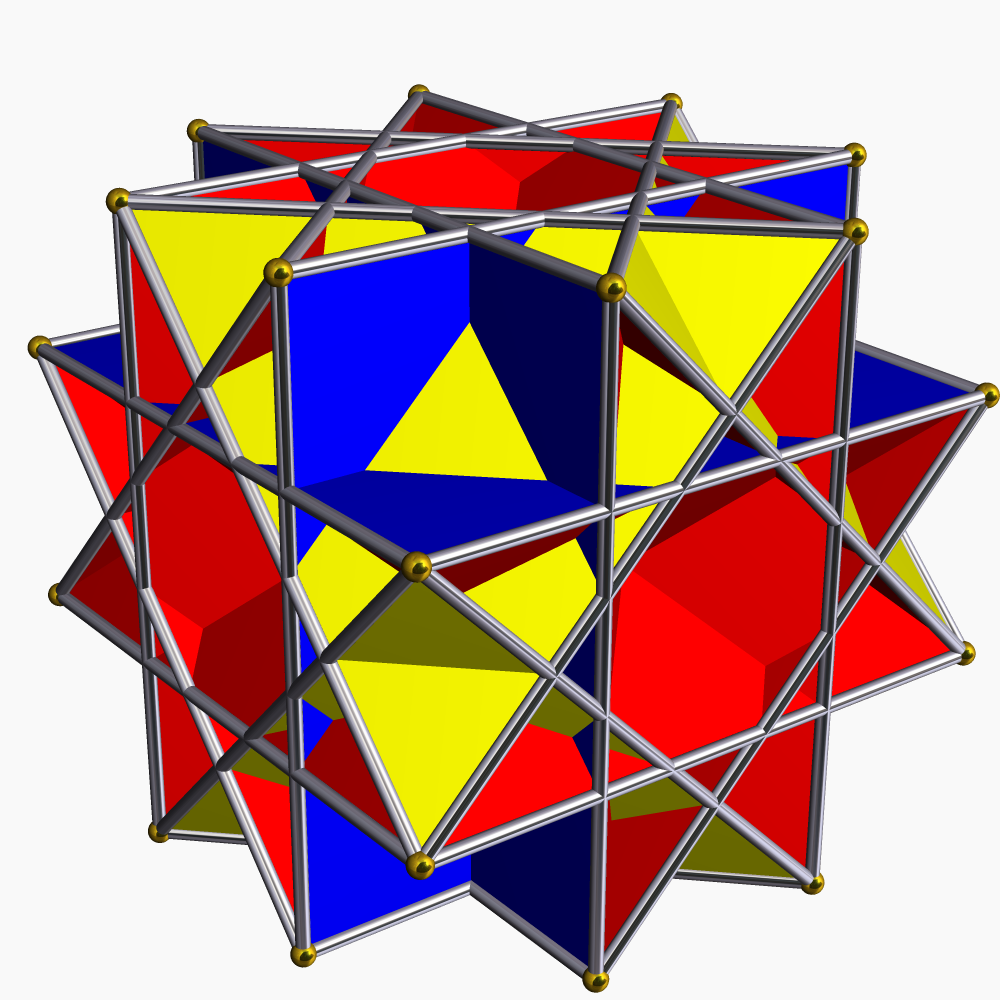
一様大斜方立方八面体 rr{4, 3/2}
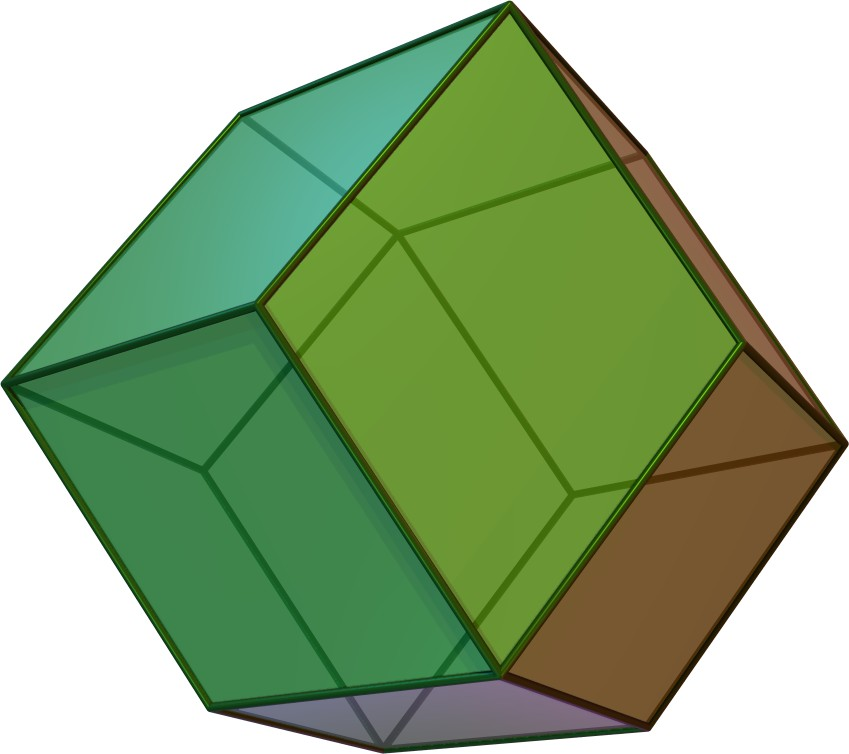
菱形十二面体 r{4, 3} （ベースの形2）

### ジョンソンの立体

ミラーの立体 （片側を45°回す）
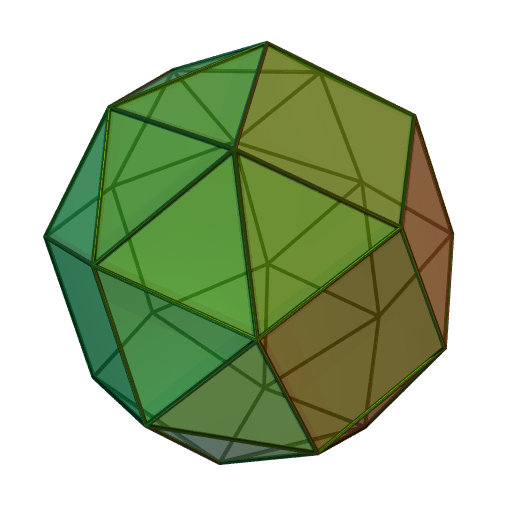
双四角台塔反柱 （22.5°ねじる）
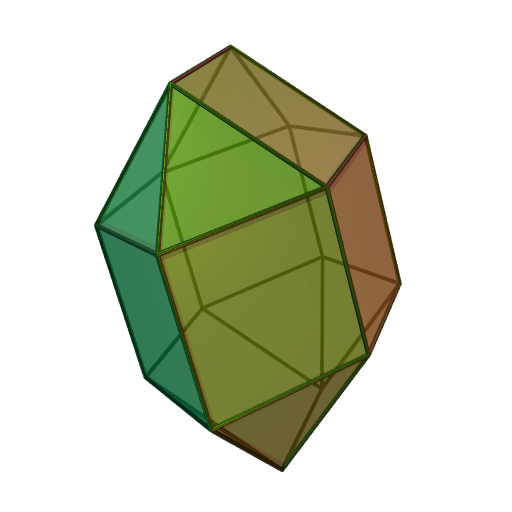
同相双四角台塔 （角柱を取り除く）
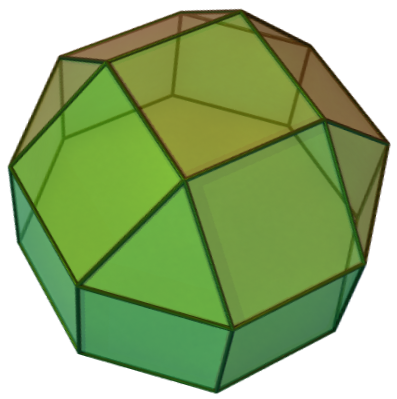
正四角台塔柱 （片側の台塔を取り除く）
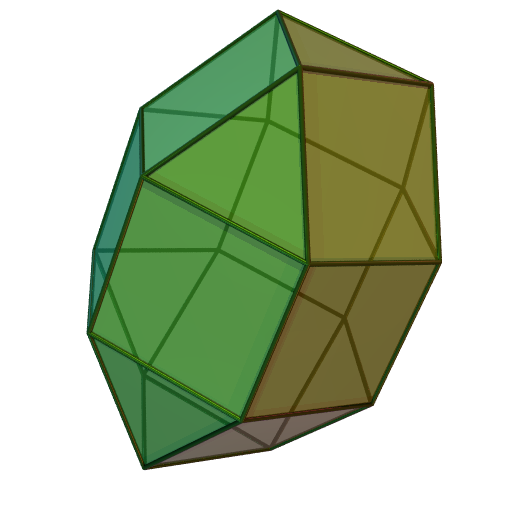
同相双三角台塔柱 （台塔の角の数を減らす）
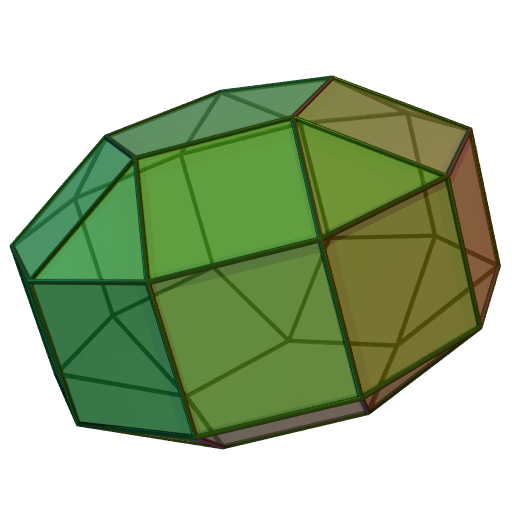
同相双五角台塔柱 （台塔の角の数を増やす）

### その他

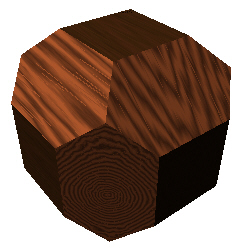
切稜立方体 （正八面体由来の三角形の面を持ち上げる）
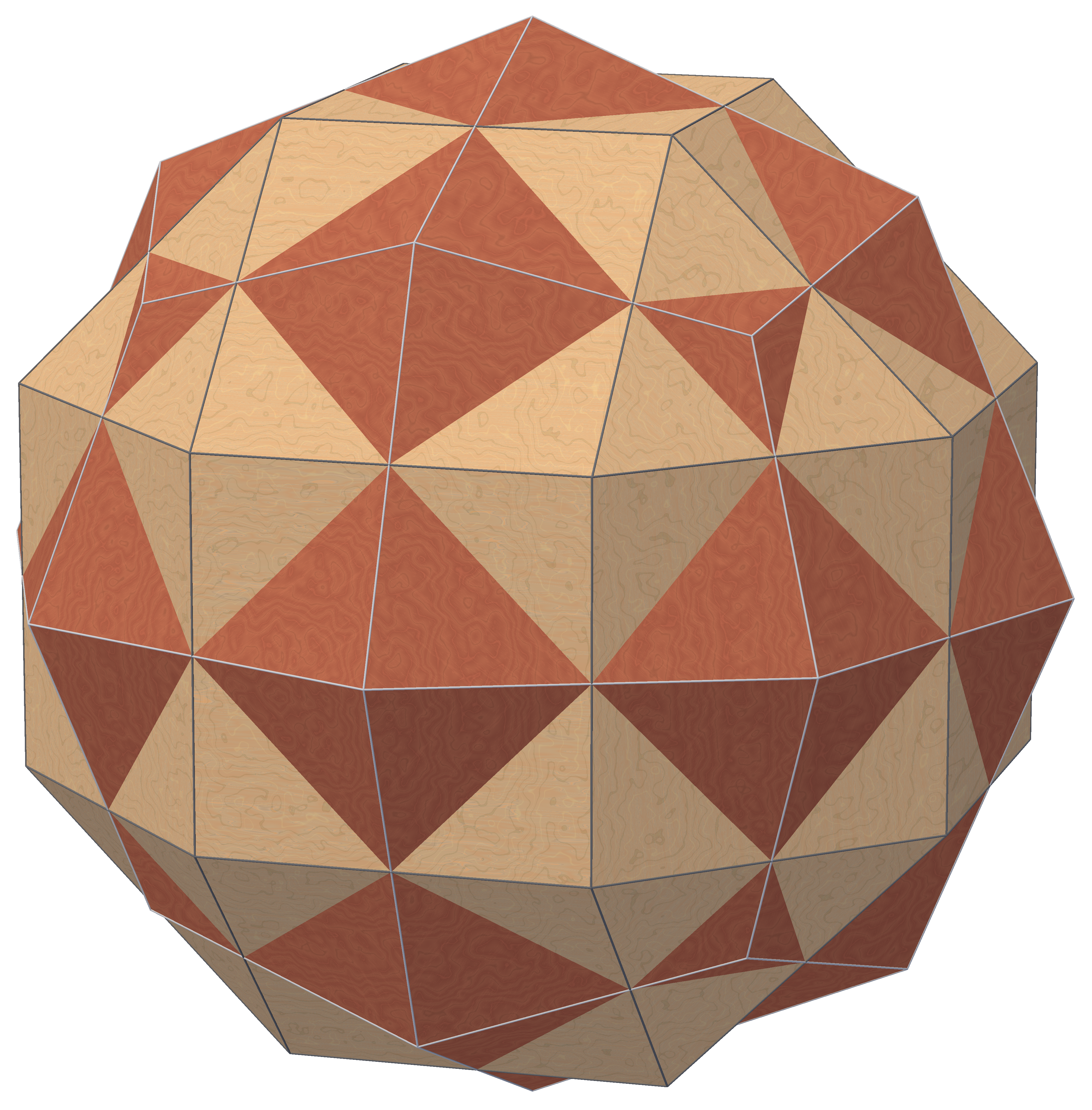
斜方立方八面体と凧形二十四面体による複合多面体